# La Vallée de la Têt (kanton)
 La Vallée de la Têt er en fransk kanton beliggende i departementet Pyrénées-Orientales i regionen Occitanie. Kantonen blev oprettet pr. dekret 26. februar 2014 og er dannet af kommuner fra de nedlagte kantoner Millas (8 kommuner) og  Vinça (2 kommuner). Kantonen ligger i både Arrondissement Perpignan og Arrondissement Prades. Hovedbyen er Le Soler. 
Kanton  La Vallée de la Têt består af 10 kommuner :
- Corbère
- Corbère-les-Cabanes
- Corneilla-la-Rivière
- Ille-sur-Têt
- Millas
- Montalba-le-Château
- Néfiach
- Saint-Féliu-d'Amont
- Saint-Féliu-d'Avall
- Le Soler